# Hayato Murotsu
Hayato Murotsu (室津 颯斗 Murotsu Hayato?), född 12 april 2000 i Osaka prefektur, är en japansk fotbollsspelare.
Murotsu började sin karriär 2018 i Cerezo Osaka.